# Tinglev IF
Tinglev IF (tidligere Tinglev Idrætsforening af 1921) blev oprettet i 1921. To år efter oprettelsen blev foreningen tilsluttet JBU (Jydsk Boldspil-Union)..
Til at repræsenterer de enkelte idrætsgrene i bestyrelsen er der nedsat 4 udvalg, det er, fodbold, håndbold, batminton og gymnastik, der udøves også anden idræt i foreningen, herunder motion/løb. Foreningen har et samarbejder med B1950 Bolderslev.
Foreningens indtægter stammer fra medlemskontingent, arrangesements-kontingent og overskud fra den årlige byfest, hvor Tinglev IF står for flere aktiviteter, samt bidrag fra sponsorer med mere. 